# تيم والاس
تيم والاس (بالإنجليزية: Tim Wallace)‏ هو لاعب هوكي الجليد أمريكي، ولد في 6 أغسطس 1984 في أنكوريج في الولايات المتحدة.

## وصلات خارجية
- تيم والاس على موقع دوري الهوكي الوطني (الإنجليزية)
- تيم والاس على موقع EliteProspects.com (الإنجليزية)
- تيم والاس على موقع HockeyDB.com (الإنجليزية)
- تيم والاس على موقع Hockey-Reference.com (الإنجليزية)